# Döhren (Petershagen)
Döhren ist ein Ortsteil von Petershagen im Kreis Minden-Lübbecke in Ostwestfalen.

## Geographie
Der Ort liegt nordöstlich der Kernstadt; im Osten grenzt Döhren an den Ortsteil Seelenfeld und im Norden an den Ortsteil Ilvese. Im Westen bilden die Weser und im Süden die Ortsteile Windheim, Ilse und Neuenknick die Grenze. Durch den Ort fließt die Gehle, die nördlich bei Ilvese in die Weser mündet.

## Geschichte
Das Rittergut Döhren war von 1568 bis ca. 1625 im Besitz der Familie von Klencke, die seit 1438 Pfandherren und Drosten des Hauses und Amtes Schlüsselburg im Fürstentum Minden stellte. 1682 waren 51 Höfe dienstpflichtig, und zwar an erster Stelle dem landesherrlichen Amt Schlüsselburg, dem Döhren angehörte, im kleineren Umfange auch dem mindischen Amt Petershagen, dem hoya’schen Amt Stolzenau und der Adelsfamilie von Klencke. Dazu kam der belastende Korn- und Fleichzehnte an das Mauritiuskloster in Minden. 
Der Ort gehörte von 1807 bis 1813 zum Kanton Windheim des napoleonischen Satellitenstaats Königreich Westphalen und kam 1816 zum neuen Kreis Minden. Bis 1972 war Döhren eine Gemeinde im Amt Windheim des Kreises. Bevor die Gemeinde bei der kommunalen Neugliederung am 1. Januar 1973 Teil der Stadt Petershagen wurde, hatte sie eine Fläche von rund 7,89 km² sowie 897 Einwohner (31. Dezember 1972).

## Politik
Die Bevölkerung von Döhren wird gegenüber Rat und Verwaltung der Stadt Petershagen seit 1973 durch einen Ortsvorsteher vertreten, der aufgrund des Wahlergebnisses vom Rat der Stadt Petershagen gewählt wird.
Martin Sölter ist Ortsvorsteher.

## Kultur und Sehenswürdigkeiten
Döhren ist mit der Wassermühle Döhren, „Plaggen-Mühle“ ein Teil der Westfälischen Mühlenstraße. Das Wassermühlengebäude ist vermutlich 1751 entstanden, wie sich aus einer Steininschrift ergibt. Das Wasserrad hat einen Durchmesser von 3,3 m und einer Breite von 1,4 m.
In der 1721 vom preußischen Staat durchgeführten Mühlenerfassung wird ein Arnold Plagge als Besitzer der Mühle aufgeführt. Diese Bezeichnung hat sich bis heute erhalten.

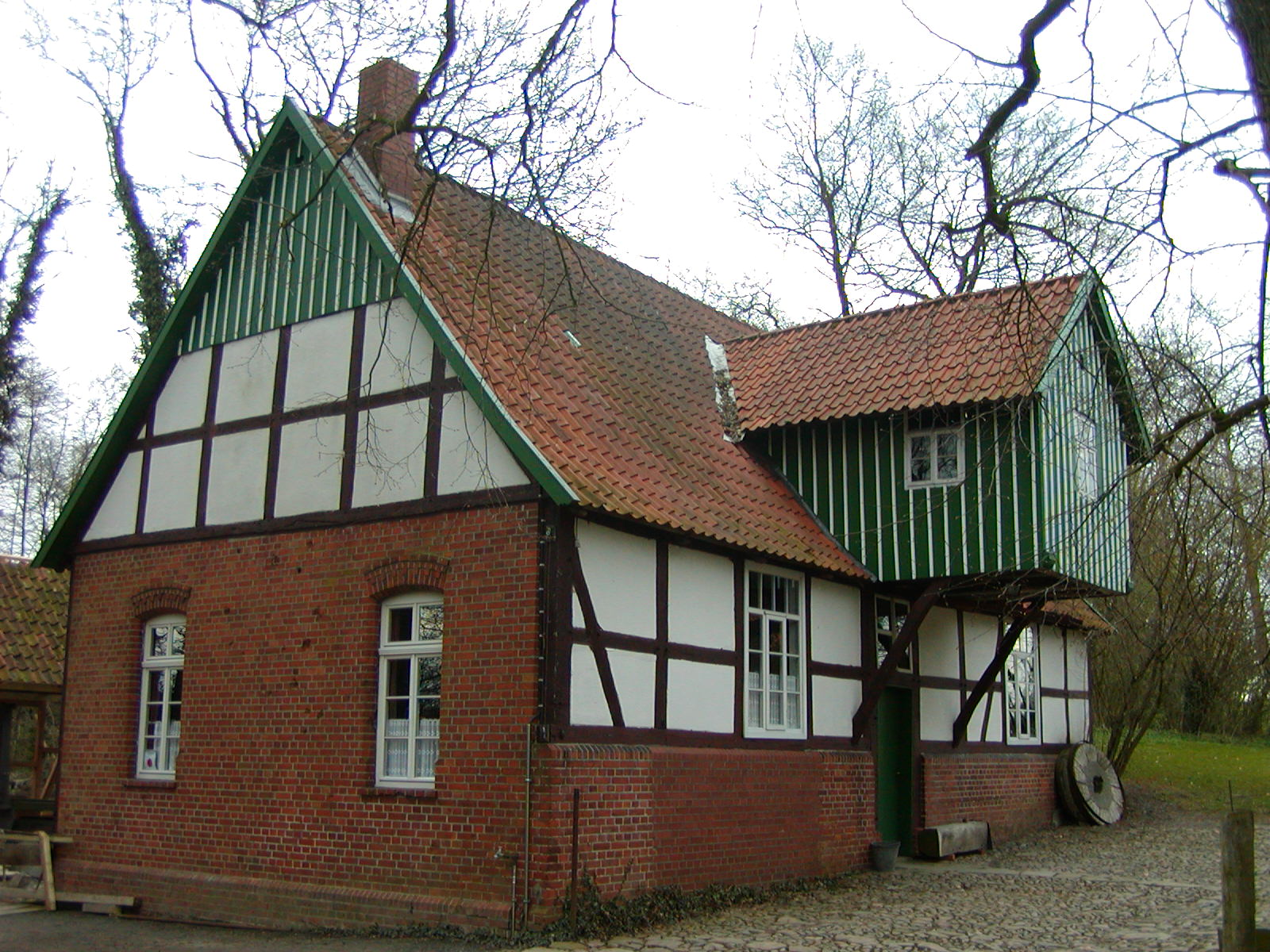
Wassermühle Döhren
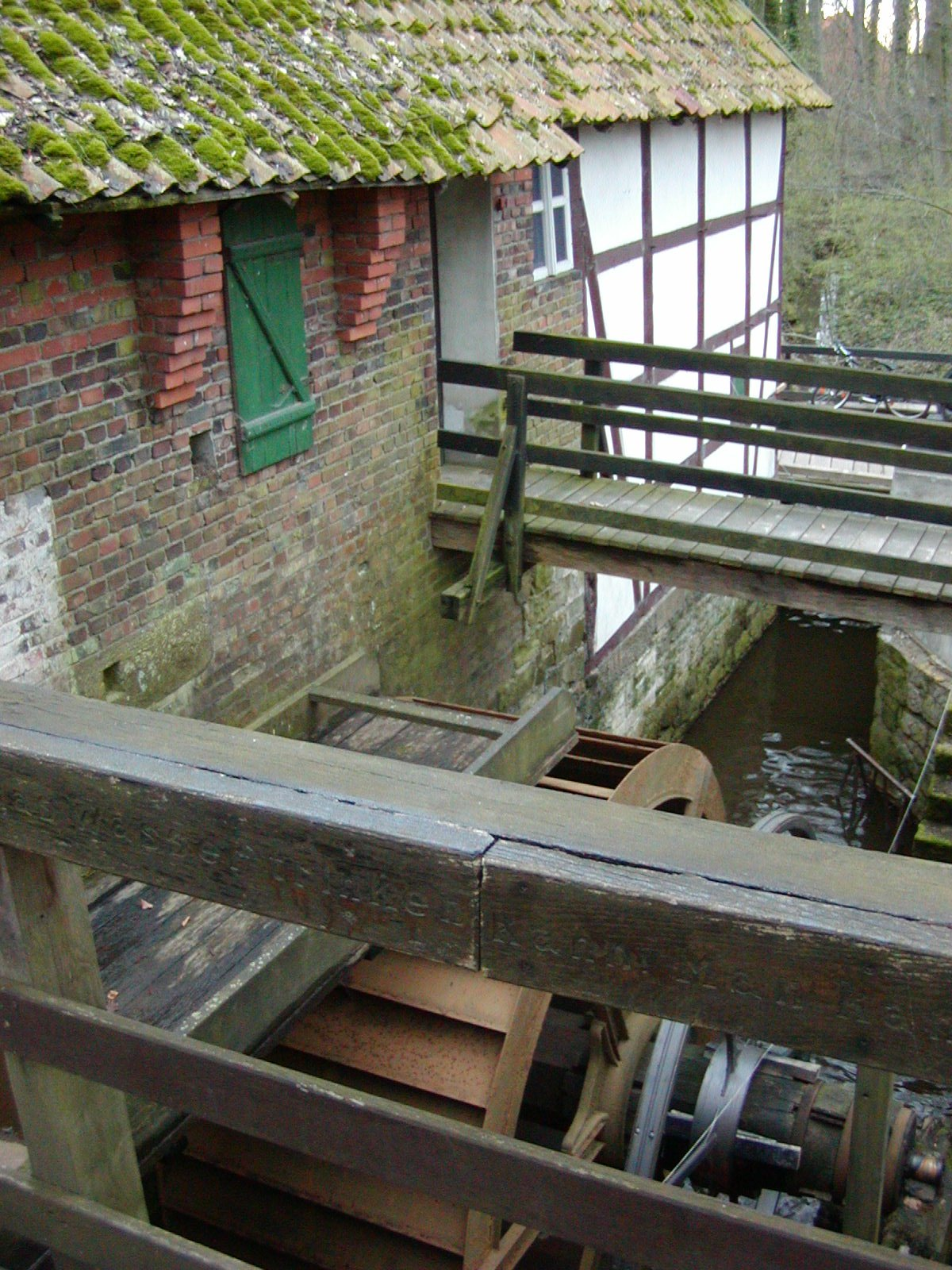
Wasserrad von oben

## Wirtschaft und Infrastruktur
Döhren (Weser) liegt an der Bahnstrecke Nienburg–Minden. Züge passieren den Ort ohne Halt.

## Persönlichkeiten
- Edelgard Bulmahn (* 1951), Politikerin, geboren in Petershagen, verbrachte ihre Kindheit in Döhren und erlangte die Hochschulreife am Aufbaugymnasium Petershagen.